# Aedes chrysoscuta
Aedes chrysoscuta är en tvåvingeart som beskrevs av Theobald 1910. Aedes chrysoscuta ingår i släktet Aedes och familjen stickmyggor.
Artens utbredningsområde är Sri Lanka. Inga underarter finns listade i Catalogue of Life.